# 870-talet

## Händelser
- 872 - Harald Hårfager besegrar en koalition av andra norska småkungar i slaget vid Hafrsfjord, varmed Norge enas till ett rike med Harald som kung.
- 872 - Vikingen Halvdan, son till Ragnar Lodbrok, erövrar London och lägger där sin stora armé i vinterläger.
- 874 - Islands kolonisation påbörjas då Ingólfur Arnarson tar land på öns sydkust.
- 874 - 875 – Skottland härjas frost från november 874 till april 875.[1]

## Födda
- 872 - Liao Taizu, grundaren av Khitanska väldet.

## Avlidna
- 14 december 872 – Hadrianus II, påve.
- 12 augusti 875 – Ludvig II, kung av Italien och kejsare av Rom.